# Abaháza (Zemplén vármegye)
Abaháza Bodrogszentes és Királyhelmec határában létezett egykori község Zemplén vármegyében, a mai Szlovákiában a Kassai kerület Tőketerebesi járásában.

## Nevének eredete
Nevét valószínűleg Aba nevű birtokosáról kapta.

## Fekvése
A korabeli leírások alapján valahol a mai Bodrogszentes és Királyhelmec között feküdt.

## Története
Abaháza Árpád-kori település, melynek első ismert birtokosa az Abaházy család volt. 
Az 1240-es években a Királyhelmec melletti Abaháza községből a tatárok elől az emberek a szentesi hegyen álló kolostorba menekültek. A tatárok nem tudtak betörni, így felgyújtották. Benne égtek mindannyian. Amikor restaurálták a templomot, megtalálták a csontmaradványokat, melyeket a belső térben eltemettek.
Első írásos említése nemesi névben Nagy Lajos király 1369. március 3-án Visegrádon kelt oklevelében történt, melyben meghagyja a leleszi konventnek, hogy Kistarkan-i Miklós fia Mátyás „Kystarkan” nevű possessiójának Doeh fia László és fiai „Nogtarkan” possessiója felé lévő határát járják be és a határjeleket újítsák meg. Az oklevélben a királyi emberek között említik „Abahaza”-i János fia Pétert.
Zemplén vármegye monográfiája szerint „Szentes közelében fekszik Abaháza-puszta, hajdan község és 1434-ben Palóczi Zsigmond birtoka. 1437-ben Pike Balázs, 1445-ben Csorba András, 1465-ben Bacskai István és Tárkányi István, 1493-ban Czékei János vannak említve birtokosaiként. 1550-ben Skaricza Mátyás, harminc évvel később Golopy Gáspár a birtokosa, de 1629-ben már praedium és Sennyey Sándor az ura. Első, ősi birtokosa azonban az Abaházy család volt. A község határában több kőbánya van.”